# Tommaso Giglio (giornalista)
Tommaso Giglio (Pontecorvo, 24 settembre 1923 – Genova, 16 gennaio 1987) è stato un giornalista, poeta, traduttore e saggista italiano.

## Biografia
Nato a Pontecorvo, in provincia di Frosinone, in una famiglia della piccola borghesia impiegatizia (suo padre era cancelliere di tribunale), trascorse l'adolescenza e la giovinezza a Napoli. Gli esordi di Tommaso Giglio in ambito letterario e giornalistico avvennero nello stesso capoluogo campano, dapprima presso le riviste del Guf locale e successivamente, a seguito dell'occupazione degli Alleati, presso la rivista Sud e in trasmissioni radiofoniche di Radio Napoli sotto la PWB assieme ad Antonio Ghirelli e Ugo Stille. Raffaele La Capria ricorda come in quegli anni Giglio fosse un militante comunista, poeta e che avesse tradotto, assieme allo stesso La Capria, East Coker e Little Gidding, rispettivamente il secondo e il quarto dei Quattro quartetti di T.S. Eliot. Molti anni dopo Giuseppe Patroni Griffi, memore di queste prime traduzioni, commissionerà ai due la traduzione del dramma Assassinio nella cattedrale per il Teatro Stabile di Torino (1984). Massimo Fini afferma che la conoscenza della lingua inglese da parte di Tommaso Giglio fosse scarsa, ma che Giglio fosse ugualmente un ottimo traduttore di poeti inglesi per le sue doti di poeta.
Il 25 aprile 1945 è a Milano. Collaborò con Vittorini per Il Politecnico: nel numero 5 del 27 ottobre 1945, compare un suo articolo intitolato "Napoli città industriosa"; continuerà la collaborazione fino alla chiusura della rivista). Nel 1948 entrò nella rosa finale del Premio Saint Vincent per la poesia, vinto quell'anno ex aequo da Alfonso Gatto e da Sergio Solmi; Giglio si classificò prima di Pier Paolo Pasolini e di Giacinto Spagnoletti.
Come giornalista Giglio divenne inviato speciale dell'Unità, organo ufficiale del Partito Comunista Italiano (PCI), nel 1946. Abbandonò il PCI dopo i fatti d'Ungheria del 1956 e quindi lasciò l'Unità. Dopo un breve periodo in cui lavorò all'agenzia ANSA, nel 1957 Giglio passò a Epoca, diretta da Enzo Biagi, e nel 1959 a L'Europeo, diretto da Giorgio Fattori, come redattore capo. Giglio divenne direttore de L'Europeo nel 1966. Qui rinverdì la formula del giornalismo "letterario", dando spazio alle interviste e alle immagini fotografiche; la tiratura del settimanale salì da 60.000 a 230.000 copie alla settimana. In qualità di direttore de L'Europeo, Giglio invitò l'allora giovane cabarettista Paolo Villaggio a scrivere alcuni racconti satirici, con i quali Villaggio diede vita al personaggio di Ugo Fantozzi. Nel 1976 lasciò la direzione dell'Europeo per occuparsi delle pubblicazioni che la Rizzoli possedeva in Argentina e in Spagna. Nel 1981 Giglio successe a Michele Tito nella direzione del Secolo XIX di Genova. 
Morì il 16 gennaio 1987, poco tempo dopo essere rimasto vedovo.

## Opere (selezione)

### Monografie
- Marilyn Monroe, Parma: Guanda, 1956
- Un certo Montanelli, Milano: Sperling & Kupfer, 1981, ISBN 88-200-0146-2
- La classe operaia va all'inferno: i quarantamila di Torino, Milano: Sperling & Kupfer, 1981, ISBN 88-200-0171-3
- Berlinguer, o Il potere solitario, Milano: Sperling & Kupfer, 1982, ISBN 88-200-0247-7

### Traduzioni
- (Con Raffaele La Capria) T. S. Eliot, Little Gidding dai Quattro quartetti, s.l. (ma Napoli): Edizioni Ali, 1944
- (Con Raffaele La Capria) T. S. Eliot, East Coker, Sud: Rivista culturale n. 4 (1946)
- John B. Scott Haldane, I problemi della scienza, Milano: Ed. cooperativa Libro Popolare, 1949
- Dmitrij Andreevič Furmanov, Čapaev, Milano: Universale economica, 1951
- Lewis Carroll, Alice nel mondo dello specchio, Milano: Universale economica, 1952; Milano: BUR, 2001, ISBN 88-17-12659-4
- Lewis Carroll, Alice nel paese delle meraviglie, Milano: Ed. Della Cooperativa Del Libro Popolare, 1953
- Joseph Jay Deiss, Vivere a Washington: romanzo, Milano: G. Feltrinelli, 1955
- (Con Oreste Del Buono), Oscar Wilde, De profundis; Poesie, poesie in prosa e una favola, Milano: A. Mondadori, 1958
- Pamela Moore, Cioccolata a colazione, Milano: Arnoldo Mondadori, 1958
- (Con Raffaele La Capria) T. S. Eliot, Assassinio nella cattedrale, Milano: Gruppo editoriale Fabbri-Bompiani-Sonzogno-ETAS, 1985, ISBN 88-452-1219-X